# Drahomíra Vihanová
Drahomíra Vihanová (31. července 1930, Moravský Krumlov – 10. prosince 2017) byla česká filmová režisérka, scenáristka a střihačka.
Po gymnáziu vystudovala souběžně hudební vědu a estetiku na filozofické fakultě University Jana Evangelisty Purkyně v Brně a hru na klavír na brněnské konzervatoři. Studium univerzity absolvovala v roce 1954, konzervatoř o rok později. V druhé polovině 50. let 20. století spolupracovala jako scenáristka a asistentka režie v hudebním vysílání Československé televize.
V roce 1965 absolvovala na FAMU obory režie hraného filmu a střih. Pracovala jako asistentka režie na filmech Otakara Vávry Romance pro křídlovku a Třináctá komnata. Samostatným filmem Zabitá neděle debutovala v roce 1969, ale prvotina byla uložena do trezoru a distribuční premiéru měla až v roce 1990. K režii hraného filmu se směla vrátit až po sametové revoluci. V době normalizace se věnovala dokumentární tvorbě. Na konci 70. let a poté opět v 90. letech 20. století spolupracovala s Československou televizí v Ostravě.
Od roku 1982 působila na FAMU jako externí pedagog pro zahraniční studenty. Od 1990 byla členkou katedry střihové skladby FAMU. V roce 2011 byla oceněna medailí AMU za významný přínos české filmové kultuře. V roce 2013 byla oceněna Cenou Vladislava Vančury, v roce 2015 získala za „mimořádný přínos české kinematografii“ Českého lva a v roce 2016 Cenu za přínos světové kinematografii na Mezinárodním festivalu dokumentárních filmů Jihlava.

## Filmografie

### Hraná tvorba
- 1969 – Zabitá neděle – námět a režie, scénář s Jiřím Křenkem.
- 1994 – Pevnost – námět a režie, scénář s Alexandrem Klimentem
- 2000 – Zpráva o putování studentů Petra a Jakuba – námět a scénář s Vladimírem Vondrou

### Dokumentární tvorba
- 1965 – Spát či běhat?
- 1967 – Televizory I
- 1970 – Na silnici nejsi sám
- 1975 – Ženy socialistického Československa
- 1977 – Dva týdny se správnými chlapy
- 1977 – Poslední z rodu
- 1978 – Dalešická suita
- 1978 – Život s paprskem světla
- 1978 – Život jako krásné pole
- 1979 – U nás ve Švábenicích
- 1979 – Ve znamení orla
- 1979 – Hledání
- 1980 – Počítané dny
- 1981 – Den hlavního inženýra
- 1982 – Zahrada plná plenek
- 1983 – Rozhovory
- 1984 – Otázky pro dvě ženy
- 1985 – Posedlost
- 1986 – Variace na téma „hledání tvaru“
- 1987 – Dukovany – vroucí kotel
- 1988 – Radotín Sound aneb Zpověď jednoho hráče
- 1989 – Za oknem…
- 1989 – Annecy 1989
- 1989 – Jeden den v Annecy
- 1990 – Proměny přítelkyně Evy
- 1990 – Rafael Kubelík 9. 6. 1990
- 1992 – Denně předstupuji před Tvou tvář
- 1992 – Konjunkturální portrét aneb Tři životy Vlasty Chramostové